# Fernando Azevedo
Pour les articles homonymes, voir Neves et Azevedo.
Ne doit pas être confondu avec Fernando Azevedo e Silva.
Fernando José Neves de Azevedo, né le 17 janvier 1923 à Vila Nova de Gaia (Portugal) et mort le 28 août 2002 à Lisbonne (Portugal), est un peintre portugais.

## Biographie
Fernando Azevedo est diplômé de l'École des Arts décoratifs António Arroio, à Lisbonne. Il s'inscrit ensuite à l'École des Beaux-Arts de Lisbonne, qu'il finira par abandonner.
Il expose pour la première fois en 1943, avec Marcelino Vespeira et Júlio Pomar. Il suit les débuts du mouvement néoréaliste en 1945-1946, puis cofonde l'année suivante le Groupe surréaliste de Lisbonne (mouvement aux objectifs contrastant avec ceux du néoréalisme) ; en 1949, il participe à la première et unique exposition du groupe, qui se dissout peu de temps après.
Il a été président de la Société coopérative des graveurs portugais (pt) (Sociedade Cooperativa de Gravadores Portugueses) entre 1972 et 1974. Il a été vice-président et président de la section portugaise de l'Association internationale des critiques d'art (AICA) de 1981 à 1984 et 1987 à 1994. Il a été président de la Société nationale des Beaux-Arts entre 1979 et 2002.
Le 10 juin 1991, il est nommé Grand Officier de l'ordre de l'Infant Dom Henrique.

## Œuvre
Après des premiers travaux proches de l'esthétique néoréaliste, Fernando Azevedo commence à explorer des formes de travail typiquement surréalistes, créant des associations intuitives de figures et d'objets, sans suivre de schémas prédéfinis.
En 1948, il participe, avec Vespeira et António Pedro, entre autres, aux premières expériences du Groupe surréaliste de Lisbonne (pt), en réalisant des Cadavres exquis, où sont revisitées les expériences des pionniers du mouvement surréaliste. Ce sont des œuvres collectives qui évoquent un monde onirique typiquement surréaliste et où les différents auteurs se confondent, dans une tension entre les dimensions personnelles et collectives : « notre monde privé s'étend, comme dans un élargissement des racines, à ce qui est commun et refoulé dans tous les autres hommes [...] Nous proclamons à travers l'exercice de la liberté individuelle, la première possibilité d'un acte collectif ».
Dans la phase suivante, Azevedo évolue vers des explorations plastiques intitulées Dissimulation, dans la lignée des propositions de construction poétique d'Alexandre O'Neill. Il travaille spontanément, « peignant et construisant des espaces sur la toile, puis les défaisant et les cachant » ; « Azevedo réalise un double itinéraire, en tant que peintre et en tant que « correcteur », « mettre de la peinture » dans les coups de pinceau qui remplissent l'espace figuratif, puis défaire cette action, avec la dissimulation de parties de la surface peinte et de ses formes ». Il travaillera de la même manière en recouvrant de grandes zones d'images de magazines ou de photographies en noir et blanc avec de la peinture opaque, déréalisant l'image initiale et générant de nouvelles formes énigmatiques, où l'on peut encore lire des fragments originaux, désormais décontextualisés.

Selon José Augusto França, cette étape de son œuvre « revêt actuellement une importance notable dans l'art portugais ».
Plus tard, il revient aux processus de construction d'images associés au collage, « reprenant un autre espace où les figurations se touchent, un espace imaginaire, irréel sans irréalité, encore ambigu, [...] plus sérieusement onirique », où il propose « des labyrinthes de significations et des récits possibles ». Voir, par exemple, A cigarreira breve, 1986, où il fait une allusion au poème de Fernando Pessoa « les symboles les plus anciens de la culture portugaise, comme le monastère d'Alcobaça et les tablettes attribuées à Nuno Gonçalves, constituent la scène évocatrice du sacrifice d'un jeune homme, qui était le fils de sa mère ».

## Récompenses et distinctions
- Grand officier de l'ordre de l'Infant Dom Henri